# Щенячий патруль в кино
«Щенячий патруль в кино» (англ. PAW Patrol: The Movie) —  канадский полнометражный приключенческий анимационный фильм режиссёра Кэла Бранкера, основанный на мультсериале «Щенячий патруль». Мировая премьера мультфильма состоялась 8 августа 2021 года в Лондоне.

## Сюжет
В Бухте Приключений грузовик попадает в катастрофу, в результате которой, вместе с водителем по имени Гас, он зависает на самом краю на городском мосту. Капитан Палтус узнает об этом и вызывает Райдера, который отправляет команду Щенячьего патруля на операцию по спасению водителя грузовика. Гончик спасает водителя грузовика.
Между тем, в соседнем Городе Приключений, мэр Хамдингер, заклятый враг Щенячьего патруля, недавно был избран мэром (хотя позже выяснилось, что он был единственным кандидатом на голосовании). Зная о его печально известных преступлениях в Фогги Боттоме, такса по имени Либерти связывается с командой патруля. Гончик заявляет, что он не сможет помочь патрулю из-за неприятной ситуации в городе, случившейся в то время, когда он был ещё совсем маленьким щенком. Однако Райдер убеждает его вернуться в патруль. Затем команда патруля прибывает на место своей новой штаб-квартиры и размещается там.
Тем временем, Хамдингер использует устройство под названием «Ловец облаков», чтобы разогнать тучи, сделав небо безоблачным, а затем устроить фейерверк. Шоу с фейерверками идет наперекосяк, но команда патруля узнает об этом. Они мчатся к месту событий на помощь городским жителям, по пути попав в дорожную пробку, но подъезжает Либерти и выручает их, проводив к мэрии. Щенячьему патрулю удается разобраться с ситуацией на шоу. У Гончика не получается в одиночку спасти некоторых жителей, их спасает Маршалл, который приходит к нему на помощь. Разъяренный действиями Щенячьего патруля, мэр Хамдингер приказывает своим подручным Батчу и Рубену избавиться от участников патруля с помощью любых необходимых средств во что бы то ни стало.
Спустя несколько дней, он достраивает продолжение линии метрополитена с несколькими поворотами, похожими на американские горки. Его действия приводят к поломкам на линии метрополитена, и в результате этого пассажиры оказываются в ловушке, зависнув вверх ногами в вагонах метро. Щенячий патруль спасает их. Во время этой операции по спасению, Гончик замирает от испуга, охваченный страхом, но Скай приходит ему на помощь и спасает его. Позже, Райдер предлагает ему взять небольшой отпуск, сделав перерыв в работе. Эти слова сильно расстраивают Гончика, и он спорит с Райдером, обвиняя его в том, что последний отказался от его помощи в тот период, когда у патруля возникли проблемы, и что на участников патруля легла большая ответственность. Гончик убегает, и вскоре он попадает в плен к подручным мэра Хамдингера. Обнаружив, что несколько собак пропали без вести, Райдер связывает их пропажу с действиями мэра. Либерти захватывают по приказу Хамдингера и отправляют в исправительную школу, превращённую в собачью тюрьму, где она знакомится с Делорес, высокомерной девочкой-пуделем из долины. Позже Либерти освобождает Гончика и других собак из тюрьмы, которые решают разобраться с Рубеном и Бутчем.
Райдер встречается с Гончиком и поясняет ему, что он выбрал именно его для участия в патруле, так как тот был самой храброй собакой, которую он встречал в своей жизни. Гончику возвращают его ошейник, а в ответ он сообщает, что решил вернуться в команду. Тем временем, у устройства «Ловец облаков» обнаруживаются проблемы в работе, и его создательница, Кендра Уилсон, вступает в противостояние с Хамдингером. Тот уничтожает пульт устройства. После этого погода начинает портиться. Кендра вызывает патруль на помощь. Либерти, для временного участия в команде, патруль дает собственную машину и патрульную форму, но без ошейника и бирки. Команда в полном составе едет к зданию «Высотка Хамдингера», которым владеет мэр, где текущая ситуация с последствиями работы устройства заставляет их импровизировать на ходу. Гончику удается спасти мирных жителей на улице, в то время как Маршалл, Крепыш и Рокки действуют сообща, чтобы спасти мирных жителей внутри здания, Зума и Либерти приходят к ним на помощь в деле по спасению горожан, а Скай взлетает в воздух на самолёте, чтобы разобраться с «Ловцом облаков».
Райдер поднимается на лифте в офис на верхнем этаже «Высотки Хамдингера». Там он спасает Хамдингера, вынудив его зайти в лифт и спуститься на первый этаж. Затем Райдер пытается сам спуститься по шахте лифта, но шторм, вызванный устройством, наносит ущерб зданию, настолько сильный, что здание начинает разрушаться. В результате Райдер оказывается в ловушке. Гончик спешит к нему на помощь. Чувствуя, что он может быть храбрым, Гончик решает совершить прыжок, прыгнув он попадает на другую сторону. Там он и обнаруживает Райдера. После его спасения, они вместе покидают здание, а в это время Скай уничтожает «Ловца облаков» с помощью своей атаки на самолёте в стиле камикадзе. Она быстро катапультируется из своего самолёта, прежде чем тот разбивается об устройство.
После уничтожения «Ловца облаков» погода начинает улучшаться, команда патруля ликует в честь Гончика и Райдера. Спасённые жители выходят из здания и поздравляют патруль с выполненной миссией. Гончик пытается арестовать мэра Хамдингера за совершённые им преступления, нанёсшие ущерб городу и причинившие вред его жителям. Пользуясь своим служебным положением, тот заявляет, что патруль не имеет права его арестовать. Затем он пытается сбежать с места происшествия, но Скай использует свой мини-дрон, чтобы поймать его. В результате Хамдингер оказывается униженным 5-й раз за неделю, из-за чего приходит в ярость.
Команда получает почётный ключ от Города Приключений на торжественной церемонии. Либерти становится официальным участником Щенячего патруля. Райдер начинает произносить речь, но его прерывает телефонный звонок Харриса (одной из собак из собачьей тюрьмы), который сообщает ему, что на набережной города возникли проблемы у горожан, что вынуждает патруль поспешить на вызов.
В финальных титрах мультфильма присутствует сцена, в которой показано, что мэр Хамдингер и его Команда Котастрофа (англ. Catastrophe Crew) всё же были арестованы за преступления, которые они совершали на протяжении мультфильма.

## Роли озвучивали
| Персонаж                                         | Актёр               |
| ------------------------------------------------ | ------------------- |
| Райдер (англ. Ryder)                             | Уилл Брисбин        |
| Гончик (англ. Chase)                             | Иэн Армитидж        |
| Маршалл (англ. Marshall)                         | Кингсли Маршалл     |
| Крепыш (англ. Rubble)                            | Киган Хедли         |
| Рокки (англ. Rocky)                              | Каллум Шоникер      |
| Зума (англ. Zuma)                                | Шейл Саймонс        |
| Скай (англ. Skye)                                | Лилли Бартлам       |
| Либерти (англ. Liberty)                          | Марсэй Мартин       |
| Мэр Хамдингер (англ. Mayor Humdinger)            | Рон Пардо           |
| Капитан Палтус (англ. Cap'n Turbot)              | Рон Пардо           |
| Мэр Гудвей (англ. Mayor Goodway)                 | Ким Робертс         |
| Батч (англ. Butch)                               | Рэндалл Парк        |
| Рубен (англ. Ruben)                              | Дэкс Шепард         |
| Гас (англ. Gus)                                  | Тайлер Перри        |
| Кендра Уиллсон (англ. Kendra Wilson)             | Яра Шахиди          |
| Марти Макрэйкер (англ. Marty Muckraker)          | Джимми Киммел       |
| Кармен (англ. Carmen)                            | Моника Альварез     |
| Грубый качок в метро (англ. Tough Guy on Subway) | Пол Браунштейн      |
| Женщина-оператор (англ. Female-operator)         | Джамилла Рос        |
| Техник (англ. Technician)                        | Джош Роберт Томпсон |
| Харрис (англ. Harris)                            | Ронан Китинг        |
| Делорес (англ. Delores)                          | Ким Кардашьян Уэст  |
| Рокет (англ. Rocket)                             | Том Флетчер         |
| Барни (англ. Barney)                             | Джо Пинг            |
| Тони (англ. Tony)                                | Нил Кроун           |

## Производство и выпуск
В ноябре 2017 года Роннен Харари подтвердил, что «Spin Master» в настоящее время рассматривает возможность расширения франшизы «Щенячий патруль» на полнометражные фильмы, а компания находится в процессе разработки сценария первого фильма. Анимацией к фильму занимается компания «Mikros Image». Кэл Бранкер будет продюсировать фильм. Производство фильма осуществлялось дистанционно во время пандемии COVID-19. Полный актёрский состав был объявлен в октябре 2020 года. Персонажи были объявлены 3 мая 2021 года, и Адам Левин собирается исполнить песню, написанную для фильма под названием «Good Mood». Полный трейлер был выпущен 3 июня. 14 июля 2021 года было объявлено, что Ронан Китинг, Ричард Арнольд, Сэм Фэйерс и Том Флетчер были добавлены в актёрский состав в рамках озвучки камей.
Во время совещания «Spin Master» по доходам за первый квартал 2019 года было подтверждено, что анимационный кинофильм, основанный на мультсериале, находится в разработке с датой релиза, назначенной на август 2021 года. 24 апреля 2020 года было объявлено, что театральный показ фильма состоится 20 августа 2021 года. Фильм также будет доступен на стриминговом сервисе Paramount+ в тот же день, когда он выйдет в кинотеатрах.

### Премьеры в разных странах мира
В Канаде, США и Японии премьера мультфильма состоялась 20 августа 2021 года, В Аргентине, Перу и России — 26 августа 2021 года, а в Италии — 23 сентября.

## Саундтрек
Саундтрек для фильма написал Эйтор Перейра, который ранее написал саундтрек для «Реальной белки 2». Песня для фильма написанная Алессией Карой под названием «The Use in Trying» была объявлена 2 августа 2021 года. Она заявила, что «её единственный в своём роде голос ткёт прекрасную песню, которая захватывает печаль и неуверенность в кульминационном моменте фильма». Песня вышла 10 августа и доступна на всех музыкальных платформах. Ещё одна песня под названием «Good Mood», которую спел Адам Левин, вышла 6 августа и доступна на всех музыкальных платформах.
| №   | Название                   | Исполнитель           | Длительность |
| --- | -------------------------- | --------------------- | ------------ |
| 1.  | «Good Mood»                | Adam Levine           | 3:30         |
| 2.  | «PAW Patrol Opening Theme» | Scott Simons          | 0:40         |
| 3.  | «PAW Patrol on a Roll»     | Scott Simons          | 0:48         |
| 4.  | «The Use in Trying»        | Alessia Cara          | 3:12         |
| 5.  | «That's My Girl»           | Fifth Harmony         | 3:23         |
| 6.  | «Somebody Sometimes»       | Fitz and The Tantrums | 2:19         |
| 7.  | «Tear the Roof Off»        | Spilt Milk            |              |
| 8.  | «Something Right»          | Kiki Riggs            |              |
| 9.  | «Mi Barrio»                |                       |              |
| 10. | «Gangsta Gold»             |                       |              |
| 11. | «The Champion»             |                       |              |
| 12. | «Southern Fried»           |                       |              |

## Маркетинг
26 апреля 2021 года «Jakks Pacific» и «Disguise» объявили о новых правах в качестве партнёра по игрушкам и костюмам по мотивам фильма. 3 мая 2021 года Paramount Pictures выпустила первые официальные изображения вместе с персонажами, которые, как было объявлено, будут озвучены актёрами фильма. В июне 2021 года «PetPlase» объявила о своём партнёрстве для запуска фильма. 30 июня «Mattel» получила права на лицензионное соглашение под брендами «Mega Bloks» и «Uno» , основанными на фильме. Серия книг по мотивам фильма была опубликована 13 июля 2021 года. Линейка фигурок и игрушек «Spin Master» выпущена 15 июля.

## Критика
На сайте агрегатора рецензий Rotten Tomatoes фильм имеет рейтинг одобрения 80% на основе 44 рецензий , со средним рейтингом 6,10/10. На Metacritic фильм имеет средневзвешенный балл 60 из 100, основанный на 4 критиках , что указывает на "смешанные или средние отзывы". На IMDB фильм имеет рейтинг 6,2/10. На Кинопоиске фильм имеет рейтинг 7,4.

## Видеоигра
Видеоигра под названием «PAW Patrol The Movie: Adventure City Calls», основанная на мультфильме, была публично анонсирована 10 июня 2021 года. Игра создавалась студией Drakhar Studio совместно с компанией Outright Games для игровых консолей PlayStation 4, Xbox One, Nintendo Switch и операционной системы Windows. Она была выпущена 13 августа 2021 года.

## Планы

### Сиквелы
Благодаря успешным кассовым сборам фильма, у киностудии Spin Master существуют планы по созданию нескольких фильмов, а «Щенячий патруль в кино» — всего лишь первый из нескольких мультфильмов, запланированных киностудией. Создание продолжения мультфильма вполне представляется возможным, даже если оно ещё пока не подтверждено. Режиссёр Кэл Бранкер уже заявлял о своих предположениях, что выпуск сиквелов будет зависеть от реакции аудитории, показателем которой и являются кассовые сборы, а также он сообщил, что он всегда открыт для предложений по работе над сиквелами:

Мы, конечно, думали об этом. Есть и другие истории, которые мы были бы рады рассказать.— Из интервью Бранкера изданию Collider

### Продолжение
Благодаря успешным кассовым сборам фильма студия Spin Master приступила к разработке театрального сиквела под названием «Щенячий патруль: Мегафильм». Режиссёром и сценаристом сиквела остались Кэл Бранкер и Боб Барлен, которые занимались разработкой первого фильма. Продюсерами фильма стали Дженнифер Додж, Лора Клуни и Тони Стивенс. Сиквел вышел 29 сентября 2023 года .